# Distretto di Strzelce-Drezdenko
Il distretto di Strzelce-Drezdenko (in polacco powiat strzelecko-drezdenecki) è un distretto polacco appartenente al voivodato di Lubusz.

## Geografia antropica

### Suddivisioni amministrative
Il distretto comprende 5 comuni.
- Comuni urbano-rurali: Dobiegniew, Drezdenko, Strzelce Krajeńskie
- Comuni rurali: Stare Kurowo, Zwierzyn